# Carbonate de fer(II)
Le carbonate de fer(II), ou  carbonate ferreux, est un composé chimique de formule FeCO3, une poudre blanche, en absence d'air, quasiment insoluble dans l'eau. Ce corps chimique à base de cations ferreux et d'anions carbonates existe naturellement sous la forme du minéral sidérite et son minerai correspondant dit de fer spathique, typique de filons carbonifères, qui peut contenir entre 25 % et 40 % de fer.

## Description chimique
Il cristallise en rhomboèdres, dans une structure cristalline trigonale analogue au spath d'Islande ou au carbonate de chaux.
A température ambiante, il est parfois décrit, à l'état légèrement altéré, comme un solide ionique vert-brun constitué de cations fer(II) Fe2+ et d'anions carbonate CO-2
3. En réalité, ce corps poudreux blanc, de masse molaire 115,85 g/mol et de densité avoisinant 3,9 s'oxyde à l'air en donnant lentement l'hydroxyde ferrique Fe(OH)3 brun rouge en dégageant du gaz carbonique ou dioxyde de carbone.
FeCO3 (s) + 1/2 O2 oxygène de l'air + 3/2 H2O humidité  → Fe(OH)3 (s) + CO2 gaz
L'hydroxyde ferrique est peu couvrant, ce qui favorise la réaction complète. Signalons que la nuance verte provient de la présence en surface de cation ferrique Fe3+ facilement solvaté par l'eau présente dans l'air, c'est-à-dire hydraté par l'humidité ambiante. Dans la pratique, le carbonate de fer un peu vieilli, c'est-à-dire très légèrement altéré en surface, n'est plus blanc, mais apparaît gris et légèrement moins dense.
La présence de dioxyde de carbone dissous dans l'eau change drastiquement sa solubilité, étudiée physiquement dans l'eau infra :
FeCO3 solide + H2O eau en excès ou milieu aqueux + CO2 gaz dissous → Fe(HCO3)2 aqueux
Il apparaît sous cette forme dans les eaux minérales, dites à la fois ferrugineuses et carbonatées. C'est pourquoi ce sel est employé depuis des millénaires en médecine, du moins celle associée aux eaux ferrugineuses curatives. Les Anciens considéraient que ce composé naturel était plus facilement dissous par les acides de l'estomac que les autres préparations ferrugineuses. L'eau potable contient ainsi ce composé dissous parfois indésirable en cas d'excès. Une purification grâce à une aération prolongée s'impose, ce qui permet de filtrer le précipité Fe2O3. H2O qui apparaît par cet oxydation.

### Remarques sur le minerai de fer spathique et sur le carbonate de fer(III)
Le minerai de fer à base de carbonate de fer donne par simple combustion le sesquioxyde de fer, excellent minerai de fer, concassé puis trié ou séparé au moyen d'aimant.
2 FeCO3 (s) + 1/2 O2 oxygène de l'air  → Fe2O3 (s) + 2 CO2 gaz
Contrairement à notre carbonate de fer(II) traité ici, le carbonate de fer(III) n'a pas été isolé. Les tentatives pour produire du carbonate de fer(III) par la réaction d'ions ferriques aqueux et d'ions carbonate aboutissent à la production d'oxyde de fer(III) avec libération de dioxyde de carbone ou de bicarbonate.

### Stabilité et décomposition thermique
Le carbonate de fer(II) se décompose à environ 500 °C-600 °C. Ce corps chauffé autrefois fortement dans une cornue en grès dégage un mélange d'oxyde de carbone et de dioxyde de carbone, laissant au fond de la cornue un résidu d'oxyde de fer magnétique.

### Propriétés de solubilité
La dépendance de la solubilité dans l'eau avec la température a été déterminée par Wei Sun et al comme étant
{\displaystyle \log K_{\mathit {sp}}=-59.3498-0.041377T-2.1963/T+24.5724\log T+2.518{\sqrt {I}}-0.657I,}
où T est la température absolue en kelvins et I est la force ionique du liquide.

## Préparation
Le carbonate ferreux peut être préparé en faisant réagir, à température ambiante, des solutions de fer(II) sur des carbonates alcalins, à l'abri de l'air. Par exemple, une solution aqueuse de chlorure de fer(II) réagit avec la soude Solvay ou carbonate de sodium :
FeCl2 aqueux + Na2CO3 aqueux → FeCO3 précipité amorphe + 2NaCl aqueux
Notez qu'en présence d'air, le précipité blanc absorbe facilement de l'oxygène, dégage du gaz carbonique et laisse ainsi du sesquioxyde de fer. Le chimiste et minéralogiste Henri Hureau de Sénarmont a obtenu artificiellement du carbonate de fer cristallisé, en opérant à l'abri de l'air, grâce au scellement au chalumeau de tube de verre à goulot étroit qui contenait le dépôt, comme pour la préparation du carbonate de magnésie.
Le carbonate ferreux peut également être préparé à partir de solutions d'un sel de fer(II), tel que le perchlorate de fer(II) avec du bicarbonate de sodium, libérant du dioxyde de carbone :
Fe(ClO4)2 aqueux + 2NaHCO3 aqueux → FeCO3 précipité + 2NaClO4 aqueux + CO2gaz + H2O
Sel et al ont utilisé cette réaction (mais avec FeCl2 au lieu de Fe(ClO4)2) à 0,2 M pour préparer FeCO3 amorphe.
Des précautions doivent être évidemment prises pour exclure l'oxygène O2 des solutions, car l'ion Fe2+ est facilement oxydé en Fe3+, surtout à un pH supérieur à 6,0.
Le carbonate ferreux se forme directement sur les surfaces ferreuses, de fonte ou de fer doux, d'acier ou de fer forgé, exposées à des solutions de dioxyde de carbone, laissant une pellicule de "carbonate de fer" :
Fe surface solide +  H2O + CO2 gaz dissous dans l'eau → FeCO3 précipité + H2 gaz dissous

## Utilisation
Le carbonate ferreux a été utilisé comme complément alimentaire en fer pour traiter l'anémie. Il a été observé qu'il a une très faible biodisponibilité chez les chats et les chiens.

## Toxicité
Le carbonate ferreux est légèrement toxique à faible dose ; la dose létale orale probable est comprise entre 0,5 et 5 g/kg (entre 35 et 350 g pour une personne de 70 kg).